# Supercoppa di Marocco
La Supercoppa del Marocco era una competizione calcistica marocchina disputatasi in cinque edizioni dal 1959 al 1975 in gara unica, che opponeva i vincitori del campionato marocchino di massima divisione ai vincitori della Coppa del Marocco.

## Albo d'oro
| Anno      | Vincitore campionato | Risultato     | Vincitore coppa   | Luogo         |
| --------- | -------------------- | ------------- | ----------------- | ------------- |
| 1959      | Étoile de Casablanca | 0-2           | FAR Rabat         | Casablanca    |
| 1960      | Non disputata        | Non disputata | Non disputata     | Non disputata |
| 1961      | FAR Rabat            | 1-0           | KAC Kénitra       | Rabat         |
| 1962      | FAR Rabat            | 5-3           | Mouloudia Oujda   | Kénitra       |
| 1963      | FAR Rabat            | 4-1           | Kawkab Marrakech  | Rabat         |
| 1964-1974 | Non disputata        | Non disputata | Non disputata     | Non disputata |
| 1975      | Mouloudia Oujda      | 0-1           | Chabab Mohammedia | Laayoune      |

## Vittorie per squadra
| Squadra           | Vittorie | Anni vittorie          |
| ----------------- | -------- | ---------------------- |
| FAR Rabat         | 4        | 1959, 1961, 1962, 1963 |
| Chabab Mohammedia | 1        | 1975                   |